# Sorbus paucijuga
Sorbus paucijuga är en rosväxtart som beskrevs av Elmer Drew Merrill. Sorbus paucijuga ingår i släktet oxlar, och familjen rosväxter. Inga underarter finns listade i Catalogue of Life.